# جيتور
جيتور (بالإنجليزية: Jetour)‏ (بالصينية: 捷途; البينيين: Jiétú; بالترجمة الحرفية 'victory road (طريق النصر)') هي علامة تجارية لشركة تصنيع السيارات الصينية شيري، أُسست في عام 2018. تنتج العلامة التجارية أساسًا سيارات الكروس أوفر وسيارات الدفع الرباعي.
في الصين، توزَّع سيارات جيتور بواسطة  شركة ووهو جيتور لمبيعات السيارات المحدودة (بالإنجليزية: Wuhu Jetour Automobile Sales Co., Ltd.)‏ خارج الصين، تتوفر العلامة التجارية جيتور في الشرق الأوسط، الفلبين، روسيا، مصر، إندونيسيا، وبعض أسواق أمريكا اللاتينية مثل تشيلي، بيرو، أوروغواي، المكسيك، بنما، والإكوادور.

## التاريخ
تم إطلاق العلامة التجارية جيتور في 22 يناير 2018. أثناء إطلاق العلامة التجارية، تم أيضًا تقديم سيارة جيتور إكس 70 كروس أوفر إس يو في الأصلية، والتي تركب على هيكل جديد يسمى أي بيل، أو منصة ذكية للشبكة الإلكترونية وخفيفة الوزن. في وقت لاحق من شهر أبريل خلال معرض بكين للسيارات 2018، قدمت جيتور سيارة سيارة جيتور إكس الكهربائية النموذجية، والتي استعرضت سيارة جيتور إكس 90 كروس أوفر إس يو في. لن تكون مجموعة منتجات جيتور بأكملها أيضًا أصغر من القطاعات متوسطة الحجم، مع خيارات لتكوينات 5 أو 6 أو 7 مقاعد، مع تقديم محرك احتراق داخلي، كهربائي بالكامل، والهجينة.
في أبريل 2023، خلال معرض مانيلا الدولي للسيارات 2023، تم إطلاق العلامة التجارية جيتور للسوق الفلبينية. تم إطلاق العلامة التجارية في روسيا عام 2023.
في نوفمبر 2023، أعلنت شركة جيتور عن علامتها التجارية الفرعية للطاقة الجديدة والتي تسمى جيتور شانهاي (بالإنجليزية: Jetour Shanhai)‏
(بالصينية: 捷途山海; البينيين: Jiétú Shānhǎi; بالترجمة الحرفية 'Mountain and Seas (الجبال والبحار)')، والتي ستتألف من 8 منتجات هجينة، بما في ذلك إل 6 وتي إل وبي-3 وتي-2 وإل 9 وإل 7 وغيرها. كان الطراز الأول الذي تم تقديمه هو شانهاي إل 9، استنادًا إلى جيتور إكس 90.
وفي أبريل 2024، أكدت شركة جيتور أنها تستعد لإنتاج مركبات ذات عجلة قيادة يمين لدخول أسواق ذات عجلة قيادة يمين مثل إندونيسيا وماليزيا.

## المنتجات

### النماذج الحالية
- جيتور داشينغ سيارات الدفع الرباعي المدمجة التي تحتضن تكنولوجيا المستقبل تقود بأناقة
- جيتور شانهاي تي 7 (قادم)، سيارة الدفع الرباعي كاملة الحجم، بي إتش إي في
- جيتور شانهاي بي 5 (قادم)، شاحنة صغيرة متوسطة الحجم، بي إتش إي في
- جيتور ترافيلر (2023 إلى الوقت الحاضر)، سيارة دفع رباعي متوسطة الحجم
  - جيتور شانهاي تي 2 (2024 إلى الوقت الحاضر)، طراز بي إتش إي في من المسافر
- جيتور شانهاي تي 1 (قادم)، سيارة الدفع الرباعي المدمجة، بي إتش إي في
- جيتور إكس 95 (2020 إلى الوقت الحاضر)، سيارة دفع رباعي متوسطة الحجم
- جيتور إكس 90 (2019 إلى الوقت الحاضر)، سيارة دفع رباعي متوسطة الحجم
  - جيتور إكس 90 بلس (2021 إلى الوقت الحاضر)، نسخة مطورة من إكس 90
    - جيتور إكس 90 برو (2024 إلى الوقت الحاضر)، نسخة مطورة من إكس 90 بلس

  - جيتور شانهاي إل 9 (2024 إلى الوقت الحاضر)، طراز بي إتش إي في من إكس 90 برو
- جيتور إكس 70 بلس (2022 إلى الوقت الحاضر)، سيارة الدفع الرباعي متوسطة الحجم، الجيل الثاني إكس 70
  - جيتور إكس 70 برو (2023 إلى الوقت الحاضر)، نسخة مطورة من إكس 70 بلس
  - جيتور إكس 70 سي-دي إم (2024 إلى الوقت الحاضر)، طراز بي إتش إي في من إكس 70 بلس
- جيتور إكس 70 (2018 إلى الوقت الحاضر)، سيارة دفع رباعي متوسطة الحجم
  - جيتور إكس 70 إم (2020 إلى الوقت الحاضر)، نسخة الميزانية من إكس 70
- جيتور داشينغ (2022 إلى الوقت الحاضر)، سيارة الدفع الرباعي المدمجة
  - جيتور شانهاي إل 6 (2024 إلى الوقت الحاضر)، طراز بي إتش إي في من داشينغ
- جيتور أيس كريم (الفلبين)[20]

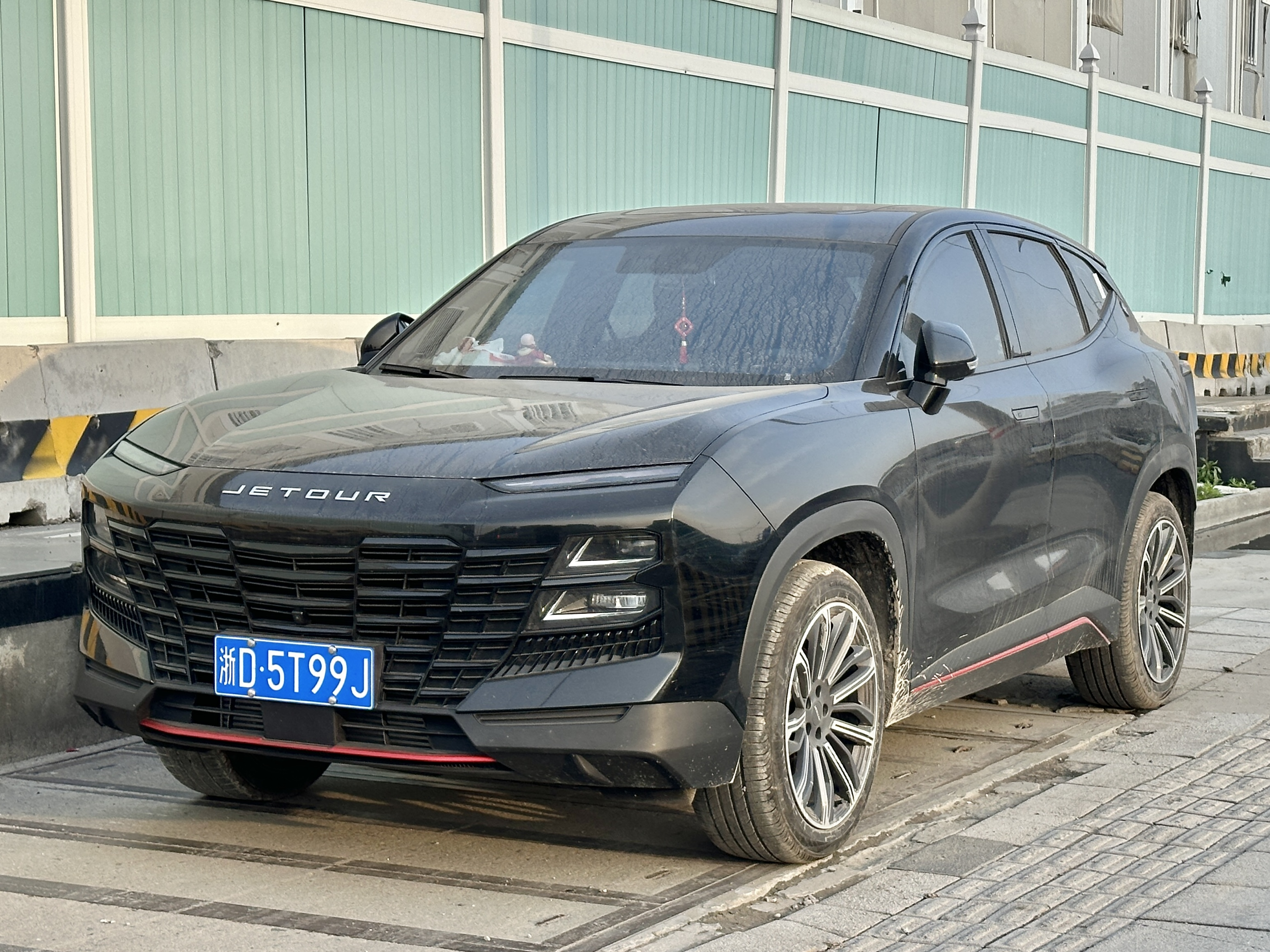
جيتور داشينغ
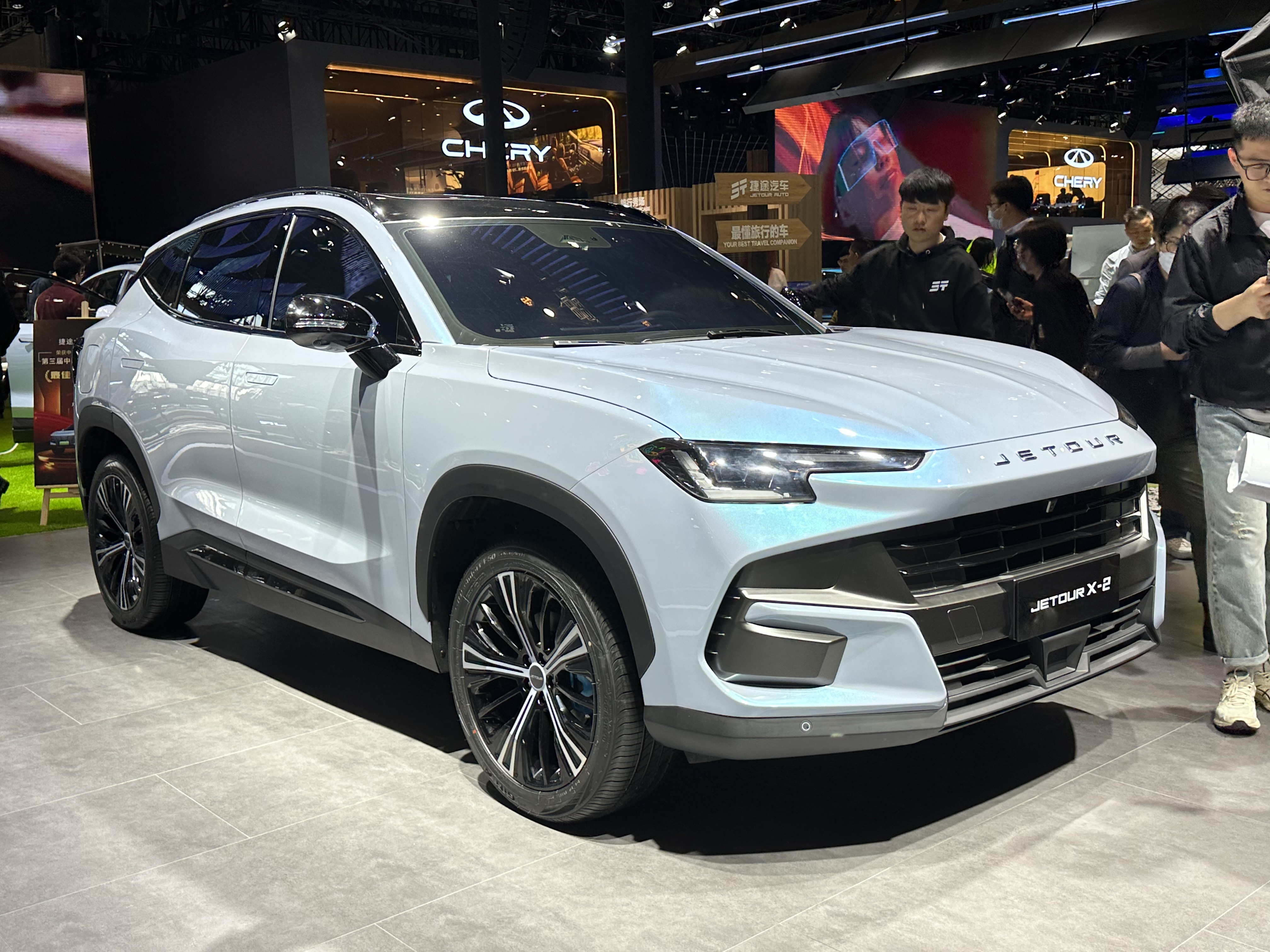
جيتور إكس-2
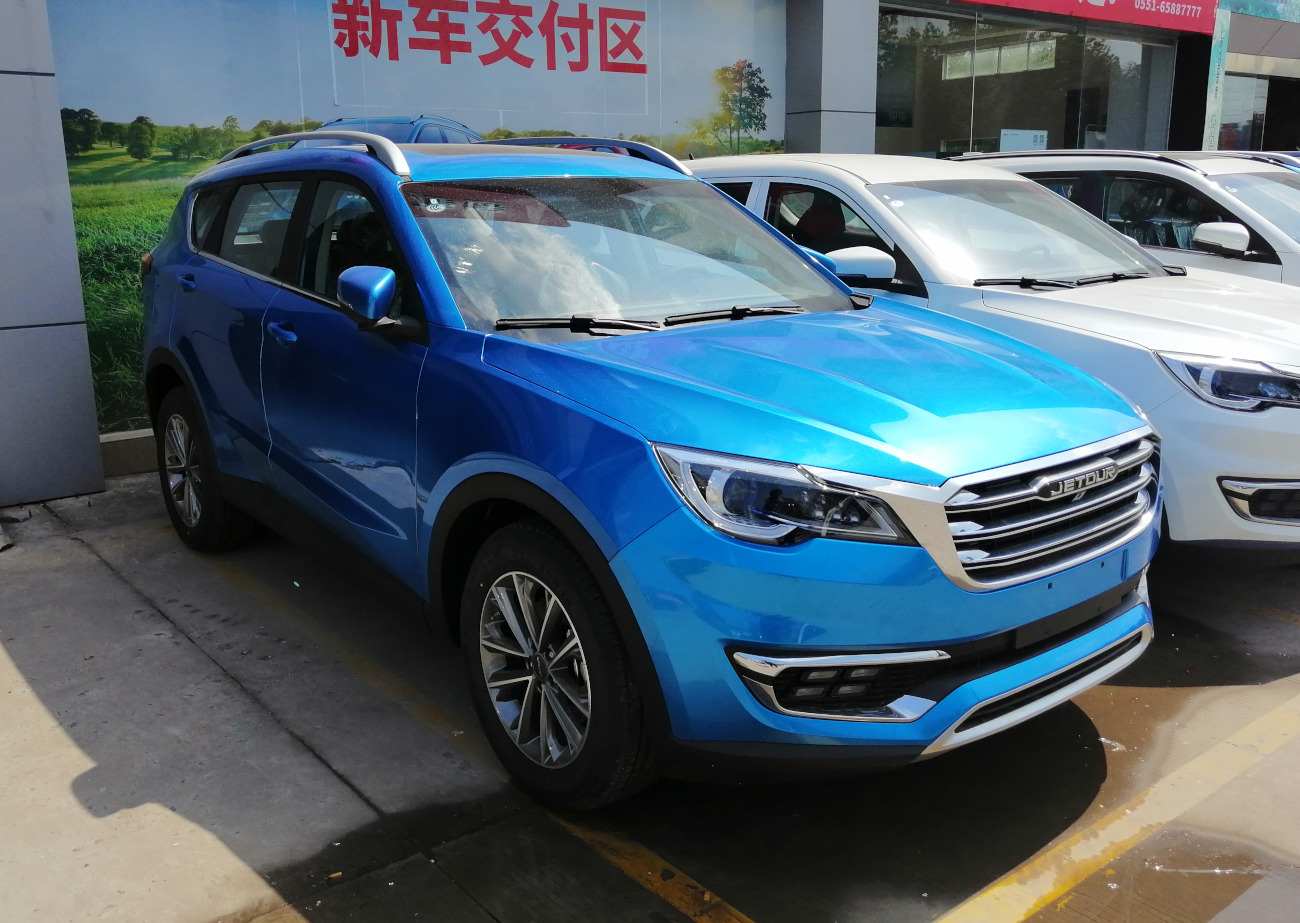
جيتور إكس 70
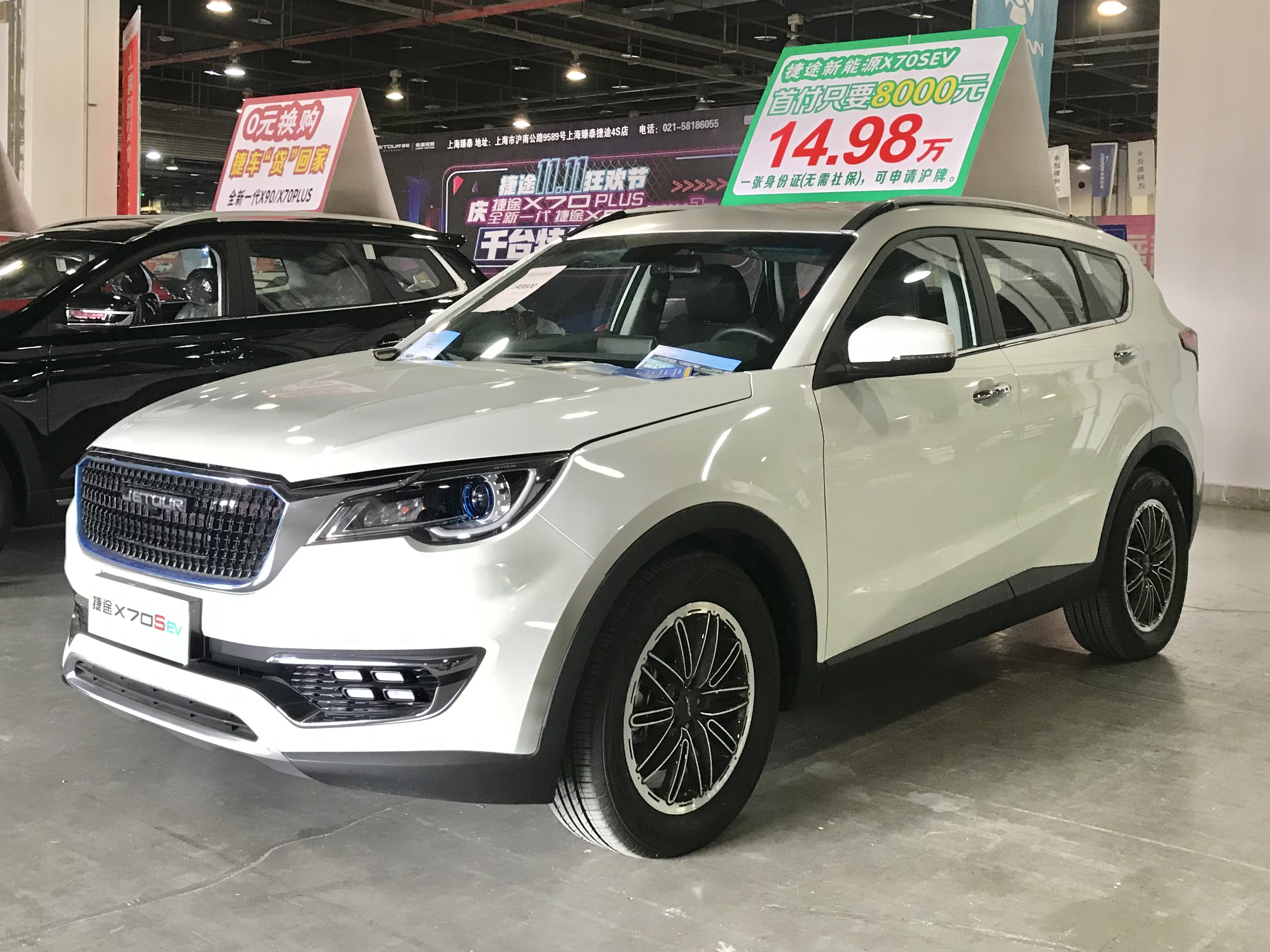
جيتور إكس 70 إس
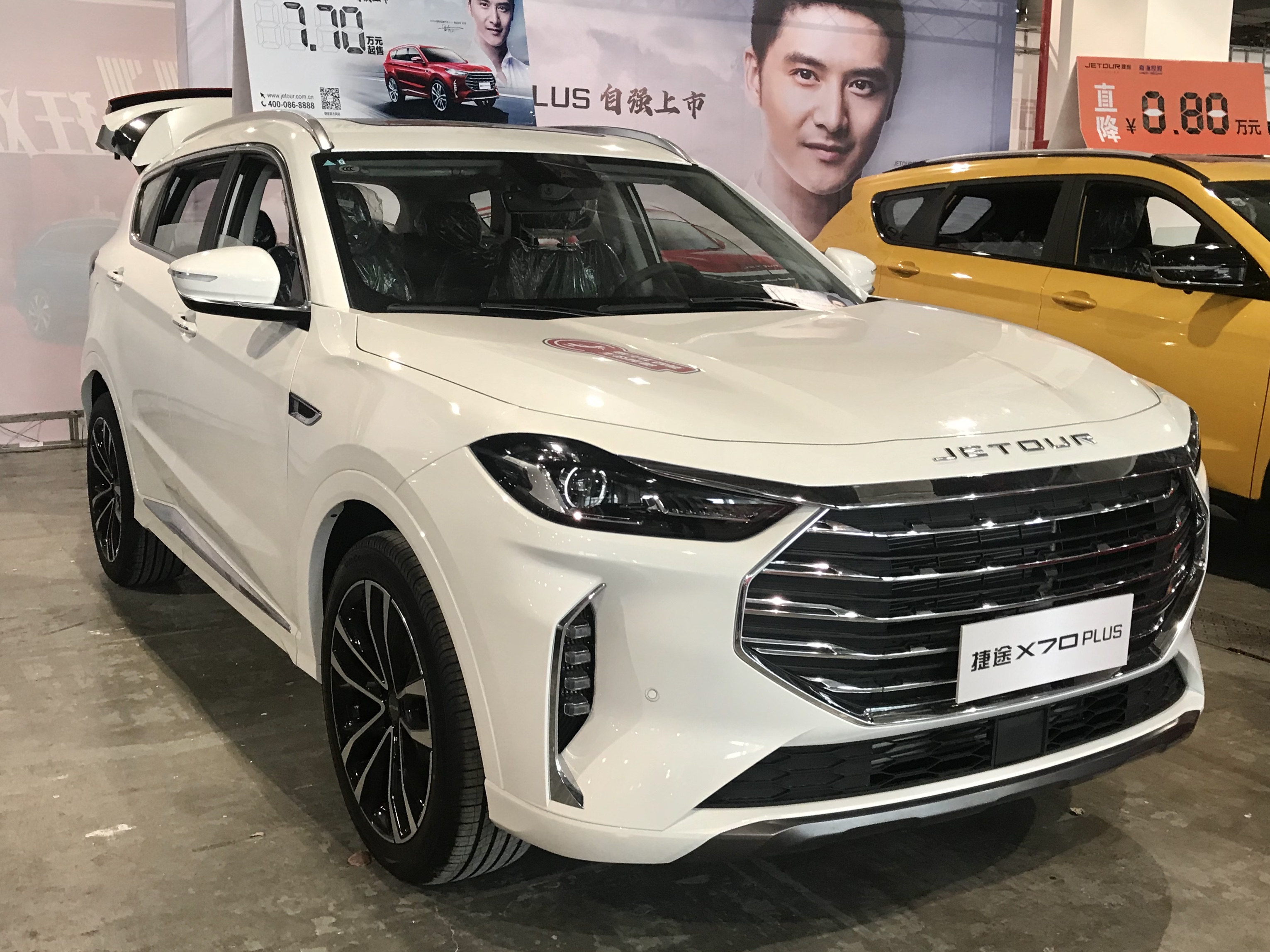
جيتور إكس 70 بلس
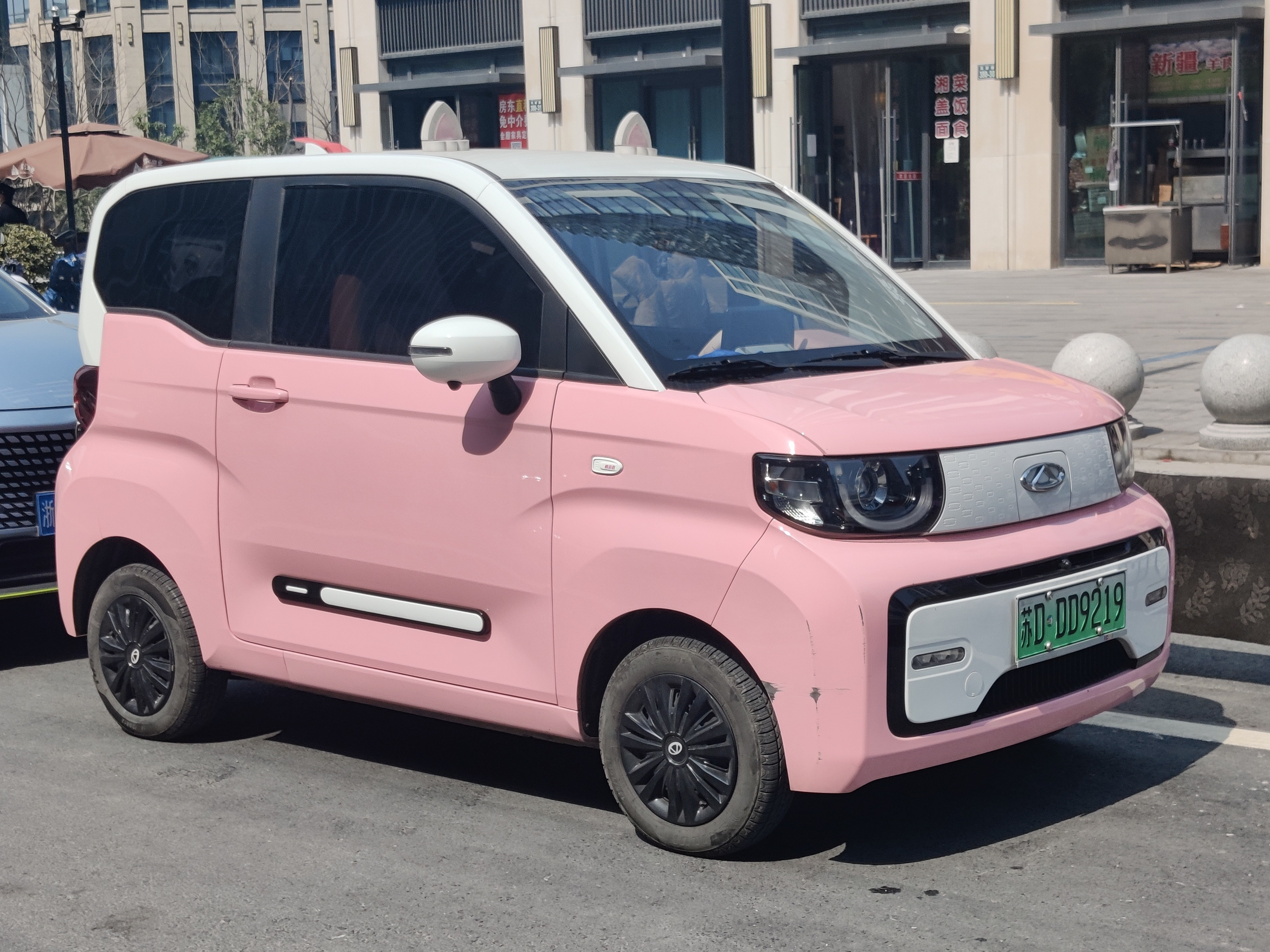
جيتور أيس كريم
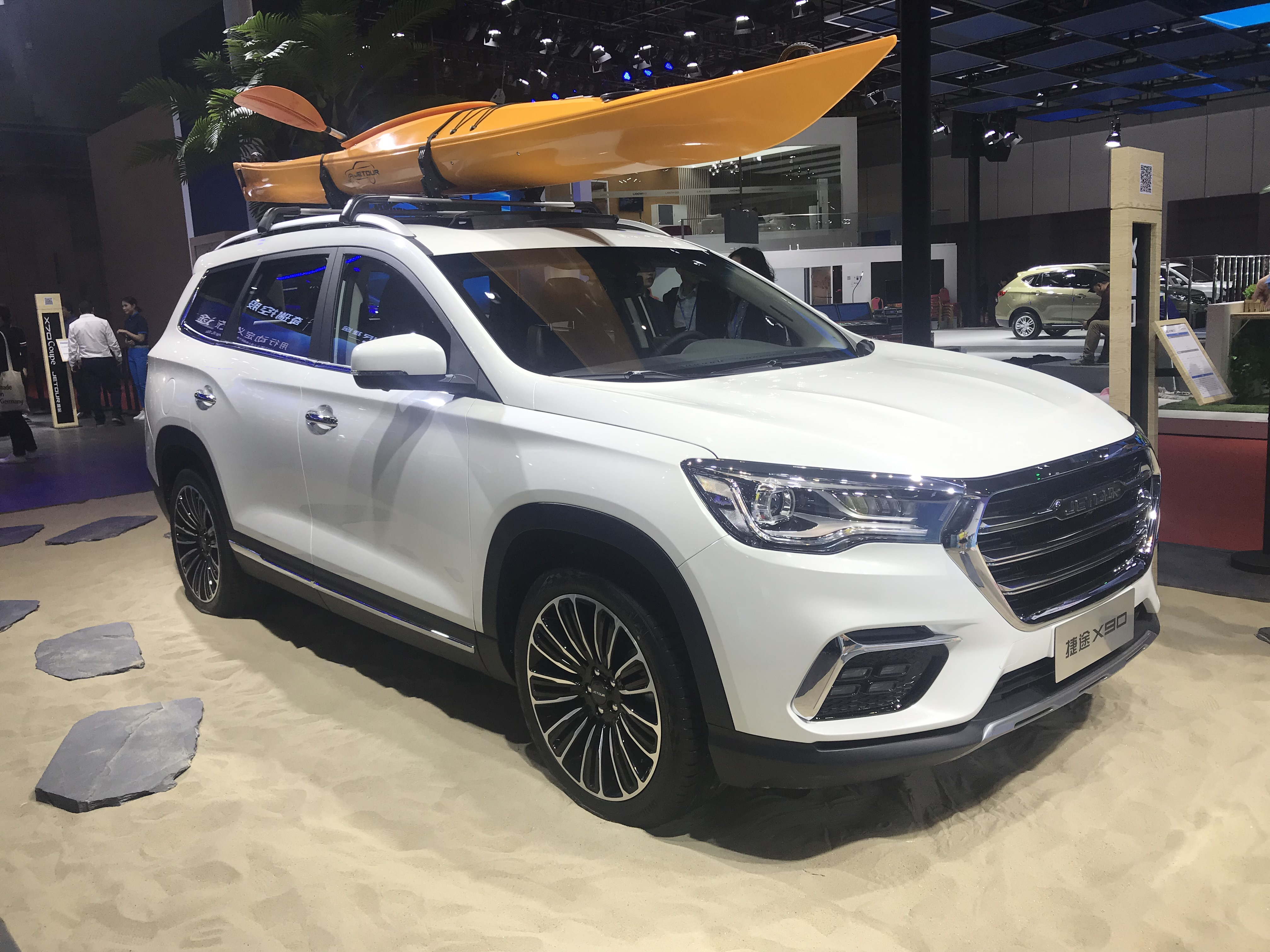
جيتور إكس 90
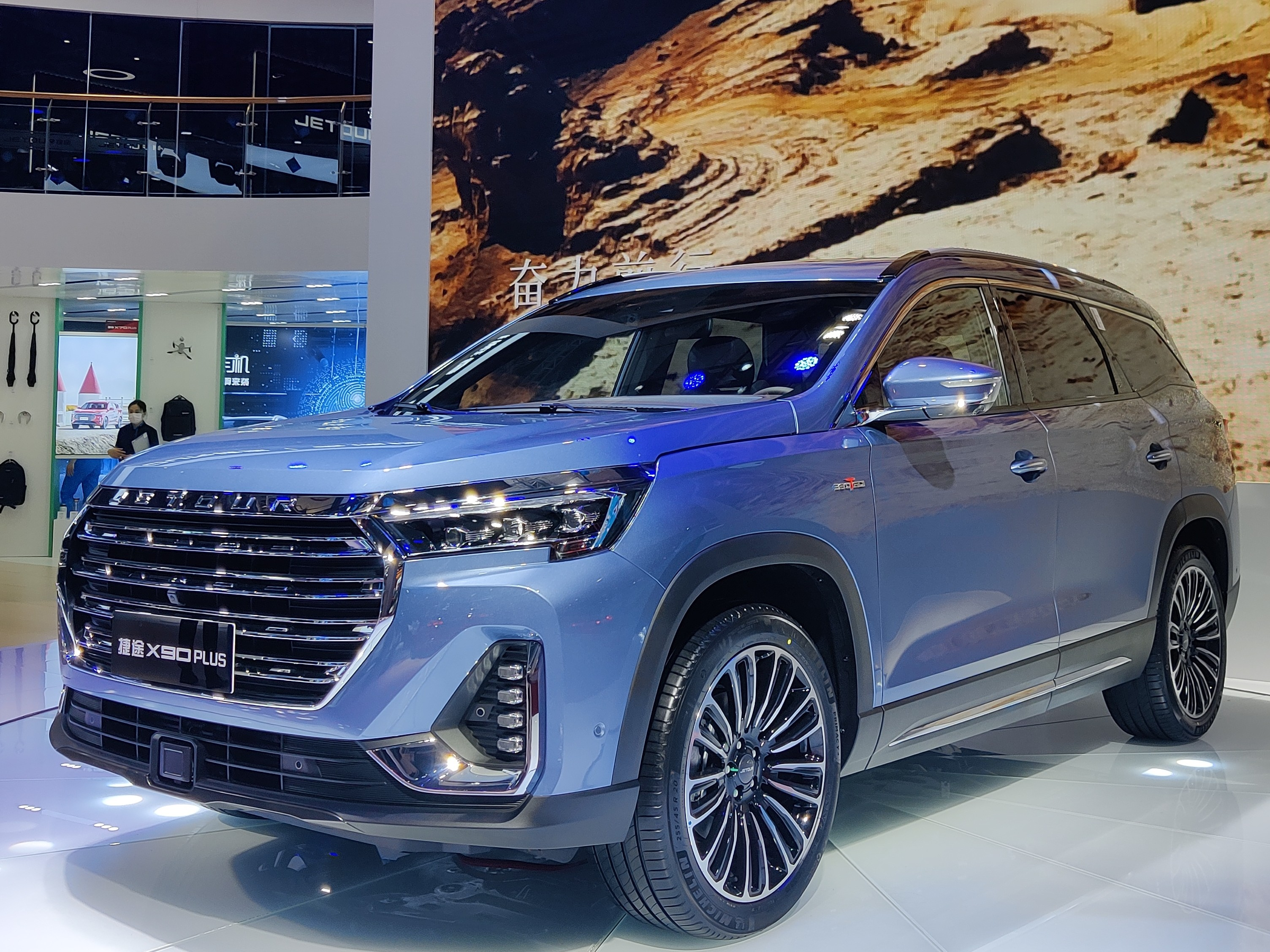
جيتور إكس 90 بلس
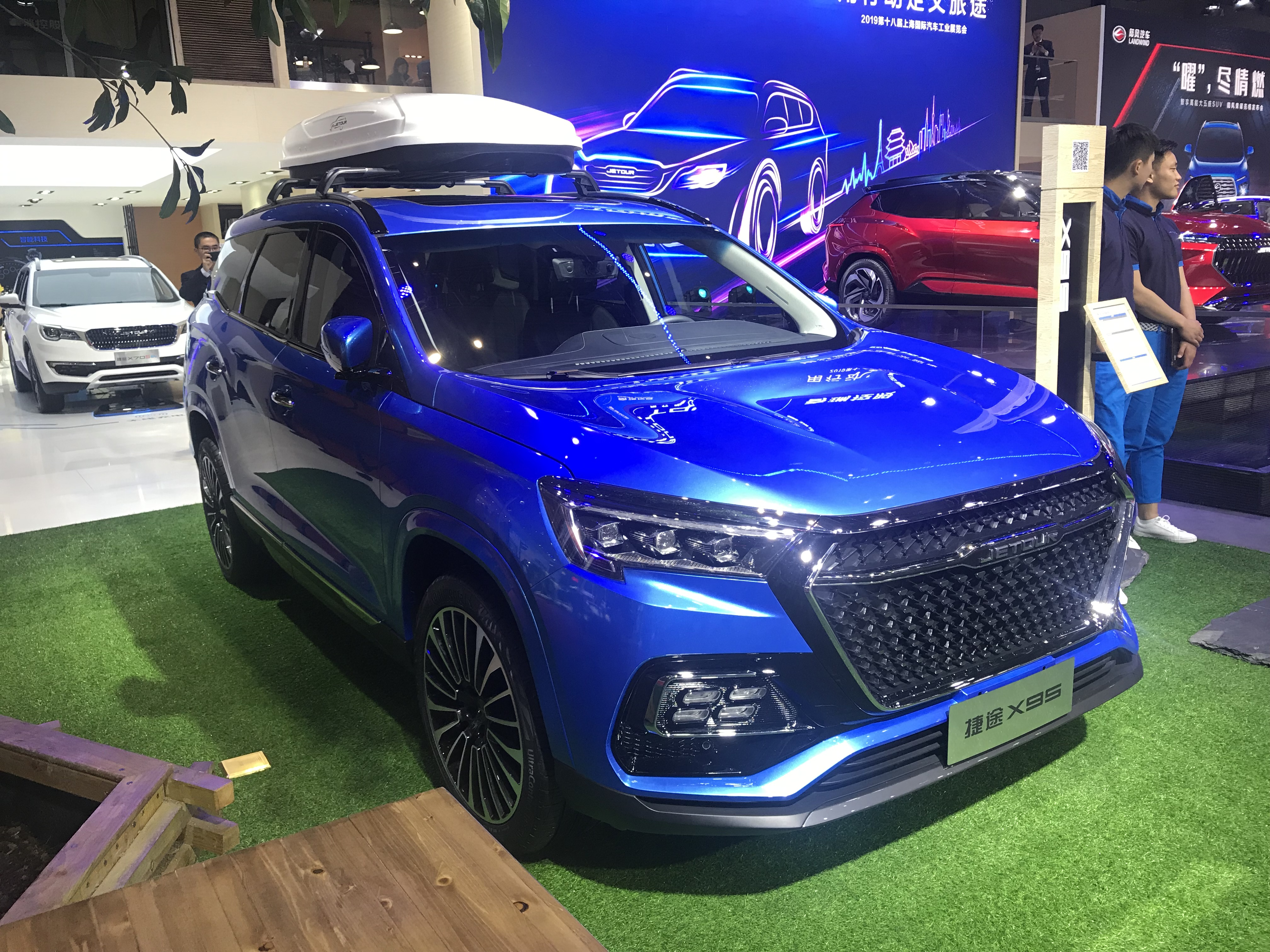
جيتور إكس 95
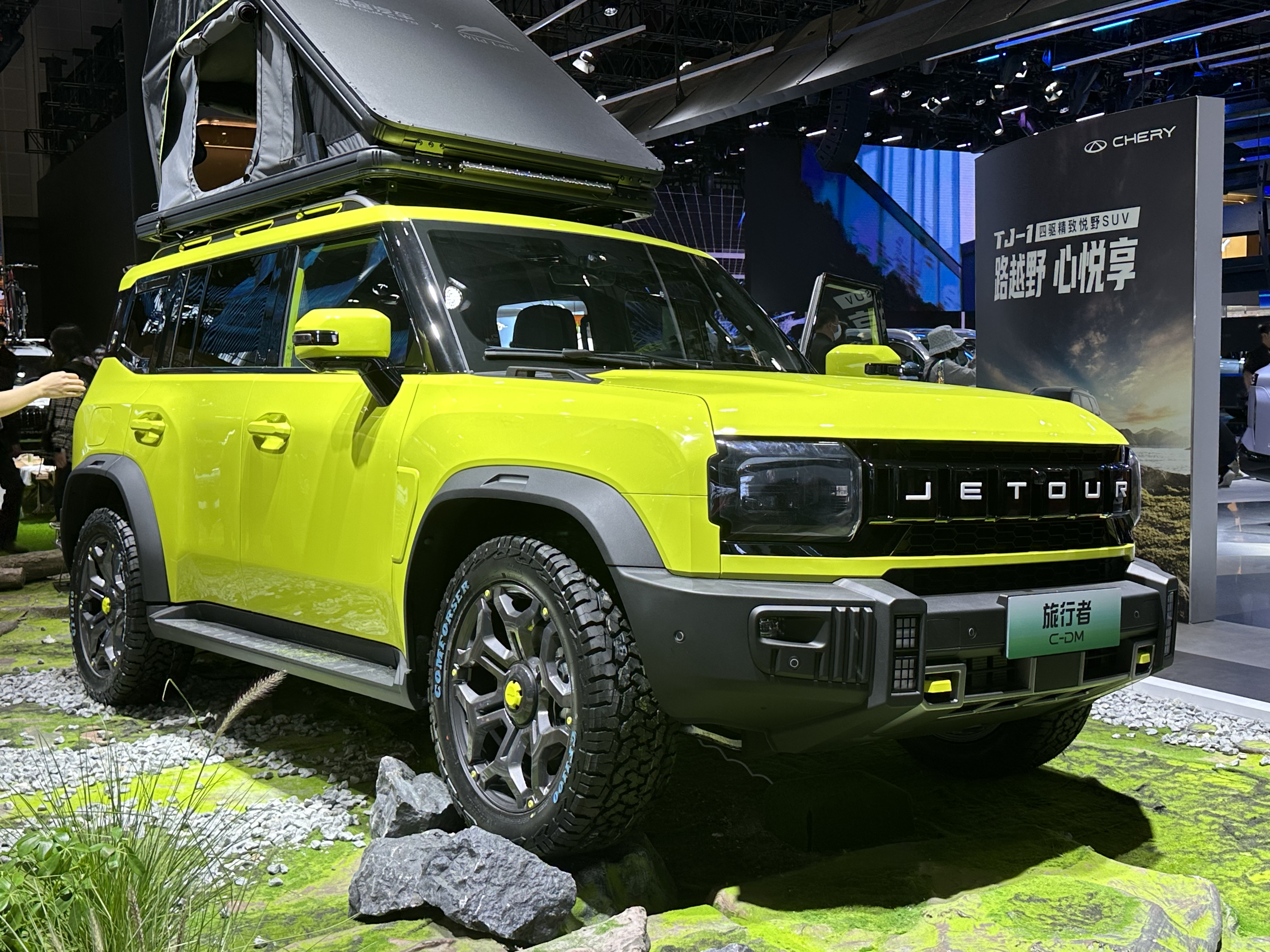
جيتور ترافيلر

### النماذج المتوقفة
- جيتور إكس 70 كوبيه (2018-2020)، نسخة الكوبيه من إكس 70

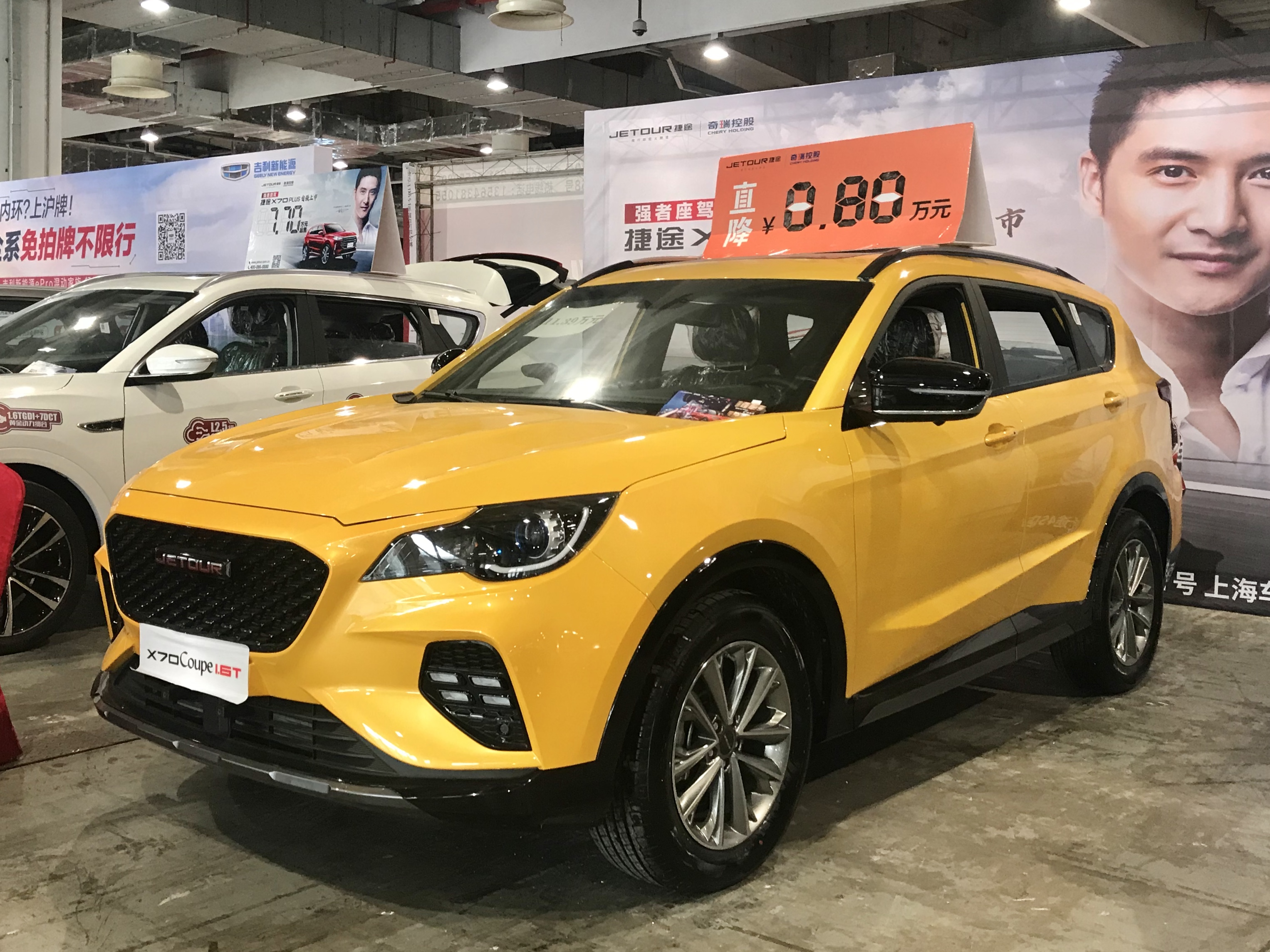
جيتور إكس 70 كوبيه

### المفاهيم
- جيتور تي إكس، مفهوم جيتور ترافيلر (تي-1)

## انظر أيضّاً
- أومودا
- جايكو
- إكسيد
- لوكسيد
- أي كار
- كاري للسيارات

## وصلات خارجية
- الموقع الرسمي